# El senyor de les il·lusions
El senyor de les il·lusions (títol original: Lord of Illusions) és una pel·lícula de terror  estatunidenca de l'any 1995. Escrita i dirigida per Clive Barker. És una adaptació del relat L'última il·lusió que apareix en el sisè i últim volum de la recopilació de relats Books of Blood. És protagonitzada per Scott Bakula com D'amour, en companyia de Kevin J. O’Connor, Famke Janssen i Daniel Von Bargen. En aquesta pel·lícula Barker fa una gran introducció a temes com la màgia, la il·lusió i les màscares de la realitat, temes que semblen imposar-se en les produccions del moment. Ha estat doblada al català.

## Argument
Una vegada, membres d'una secta van trair al seu líder, que era un mag de gran poder. Assassinat pels seus fidels, va fer la promesa de tornar per venjar-se. En l'actualitat, Harry D'Amour és un detectiu privat que visita Los Angeles per una investigació de rutina. En aquesta ciutat es troba amb un poderós i intrigant actor que les seves sorprenents i intrigants actuacions plenes de suspens i misticisme, captiven al món. Harry comença a sospitar que després del reeixit personatge, es troba alguna cosa oculta que podria portar-lo a viure el seu pitjor malson, on l'assassinat prové de forces del més enllà. Les emocions, les esgarrifances i la trama d'aquesta pel·lícula tenen una gran quantitat d'emocions imprevistes, que acaben amb una inesperada baralla on el futur de la humanitat està en risc.
En el film, Barker barreja elements del cinema de terror amb algun toc de noir amb les imatges i temes habituals en la seva literatura com la màgia i l'ocultisme fan part com a mitjà d'aconseguir ser més que humà, i els personatges fascinats per anar més enllà de la realitat i la imaginació.

## Repartiment
- Scott Bakula: Harry D'Amour.
- Kevin J. O'Connor: Philip Swann.
- Famke Janssen: Dorothea Swann.
- Ashley Lyn Cafagna: Dorothea, de jove.
- Joseph Latimore: Caspar Quaid.
- Wayne Grace: Loomis.
- Daniel von Bargen: Nix.
- Jordan Marder: Ray Miller.
- Barry Del Sherman: Butterfield.
- Joel Swetow: Valentin.

## Producció
Barker va intentar ressuscitar l'estil del cinema negre i la fusió amb l'horror contemporani, amb la finalitat de fer una pel·lícula amb un toc fresc i clàssic. Un dels elements utilitzats per a això va ser la música; per exemple, la cançó principal de la pel·lícula és una interpretació de Dancing in the Dark, a càrrec de Diamanda Galás.

## Rebuda
En la seva estrena, El Senyor de les Il·lusions va rebre crítiques en la seva majoria positives, amb un índex d'aprovació del 68% a Rotten Tomatoes. Allmovie va ser crític amb la pel·lícula, escrivint: "Comença fort i amb una premissa intrigant, però després va ràpidament a enlloc".